# Мозезит
Мозезит (рос. мозезит; англ. mosesite; нім. Mosesit m) — мінерал, водний хлорид ртуті каркасної будови.

## Загальний опис
Хімічна формула: [Hg2N]Cl• H2O.
Містить (%): Hg — 85,6; N — 3,0; Cl — 7,6; H2O — 3,8.
Сингонія кубічна, гекстетраедричний вид.
Кристали октаедричні.
Двійники по (111).
Твердість 3,75.
Колір лимонно-жовтий.
Блиск алмазний.
Риса блідо-жовта.
Крихкий.
Злам нерівний.
Ізотропний.
Іноді виявляє слабке двозаломлення.
Знайдений у родовищі кіноварі разом із самородною ртуттю в шт. Невада, з кальцитом і гіпсом у шт. Техас (США).
Рідкісний.
Названий за прізвищем американського мінералога А.Дж.Мозеса (A. J.Moses), F. A. Canfield, W. F. Hillebrand, W. T. Schaller, 1910.